# Карта мира
Карта мира — географическая карта, на которой изображён земной шар целиком. Карты мира составляют отдельную категорию карт в связи с проблемой проекции поверхности геоида на плоскость с минимальным искажением. Хотя эта проблема стоит для любой карты, на карте мира искажения при проецировании наиболее сильны. Для представления карт мира было разработано множество методов картографических проекций, которые решают разнообразные технические и эстетические цели. 
Наиболее часто используются политическая и физическая карта мира, также широко распространены тематические карты мира: тектоническая, климатические, геологическая, почвенная, растительности, зоогеографическая и другие.

## Виды проекций
Все карты мира основаны на одной из нескольких картографических проекций, то есть методов изображения глобуса на плоскости. Все проекции каким-то образом искажают географические особенности, расстояния и направления. Различные картографические проекции, которые были разработаны, обеспечивают разные способы балансировки точности и неизбежных искажений, присущих созданию карт мира.
Самой известной проекцией считается проекция Меркатора, изначально созданная как морская карта.

## Тематические карты мира
- Физическая карта мира
- Политическая карта мира
- Карта мира с Тихим океаном в центре (обычно используется в Японии, Китае и Австралии) (тихоокеаноцентричная)
- Выброс CO2 на душу населения по странам мира
- Индекс развития человеческого потенциала в 2008 году по странам мира
- Тектоническая карта мира
- Климатическая карта мира (по классификации Кёппена)
- Карта мира в проекции Меркатора
- Азимутальная проекция карты мира

## Исторические карты мира
Известные ранние карты мира, создававшиеся начиная с периода железного века до эпохи Великих географических открытий обычно включали информацию о местах, которые были известны авторам, а также философские и эстетические элементы. Эти карты часто сильно отличалась от современных, являясь одним из средств, с помощью которых учёные распространяли свои идеи и передавали их будущим поколениям.
Древнегреческий философ Аноксимандр Милетский считается одним из первых авторов карты мира, которая до нас не дошла, но частично восстановлена по описаниям древних авторов, в том числе Гекатеем).
Во времена средневековья были распространены Карты Т-О — тип средневековой карты мира, на которой обитаемый мир изображён в виде колеса, согласно учениям Исидора Севильского и Беата из Льебаны. Мир на таких картах разделяется на три части — Европа, Африка и Азия, причём последняя приблизительно равна по величине двум другим. Европу от Африки отделяет Средиземное море, Африку от Азии — Красное море либо река Нил, Европу от Азии — Эгейское море, Босфор либо реки Тигр и Евфрат. В совокупности все эти водоёмы образуют букву Т. Отсюда второе название этого типа карты — карта Т и О (О — мировой океан, огибающий ойкумену). В центр такой карты, как правило, помещались Святая земля и Иерусалим — «пуп Земли» (ombilicum mundi) и арена величайших событий мировой истории, описанных в Библии. Подобное строение карт отражает ветхозаветную традицию о трёхчастном делении мира между сыновьями Ноя — Симом, Хамом и Иафетом. 
Перевёрнутая географическая карта мира, составленная арабским географом Мухаммадом аль-Идриси по заданию короля Сицилии Рожера II в период 1138-1148 гг, превосходила по точности все средневековые аналоги. Север на ней помещён внизу, а Африка — вверху. Обитаемый мир разделён на семь секторов от экватора до северной снежной пустыни. Карта сохраняла популярность в Италии вплоть до XV века, когда её в своей работе использовал венецианец фра Мауро. После составления карты Аль-Идриси, в течение 18 лет работал над подробным текстовым комментарием к ней, который, в итоге, включил множество карт отдельных регионов и вырос в самостоятельное сочинение, называемое в источниках Книга Рожера.
В 1891 году на международном географическом конгрессе в Берне немецкий ученый А. Пенк впервые заявил о необходимости создания единой географической карты, отражавшей всю поверхность планеты. Работы над созданием такой карты начались ещё до начала ХХ века.
В 1959 году в СССР была создана редакционная коллегия картографической службы Главного управления геодезии и картографии, которой было поручено создание единой карты мира, выполненной в одном оформлении (в единой проекции, в одном масштабе 1 : 2500000, с одинаковыми условными знаками). В работе над картой принимали участие учёные и специалисты из других социалистических стран (в частности, венгерские специалисты контролировали передачу буквами латинского алфавита географических названий с 56 языков, а специалисты ЧССР - определяли, какие именно населённые пункты следует нанести на карту). Перечень-указатель географических названий для карты был составлен ЭВМ. В начале декабря 1977 года работа над картой была завершена (она состояла из 234 листов общей площадью 120 м² и вместила свыше 400 тыс. географических названий). Это была первая в мире карта с таким уровнем детализации всей земной поверхности (включая поверхность дна морей и океанов).